# كأس رئيس الدولة للخيول العربية الأصيلة

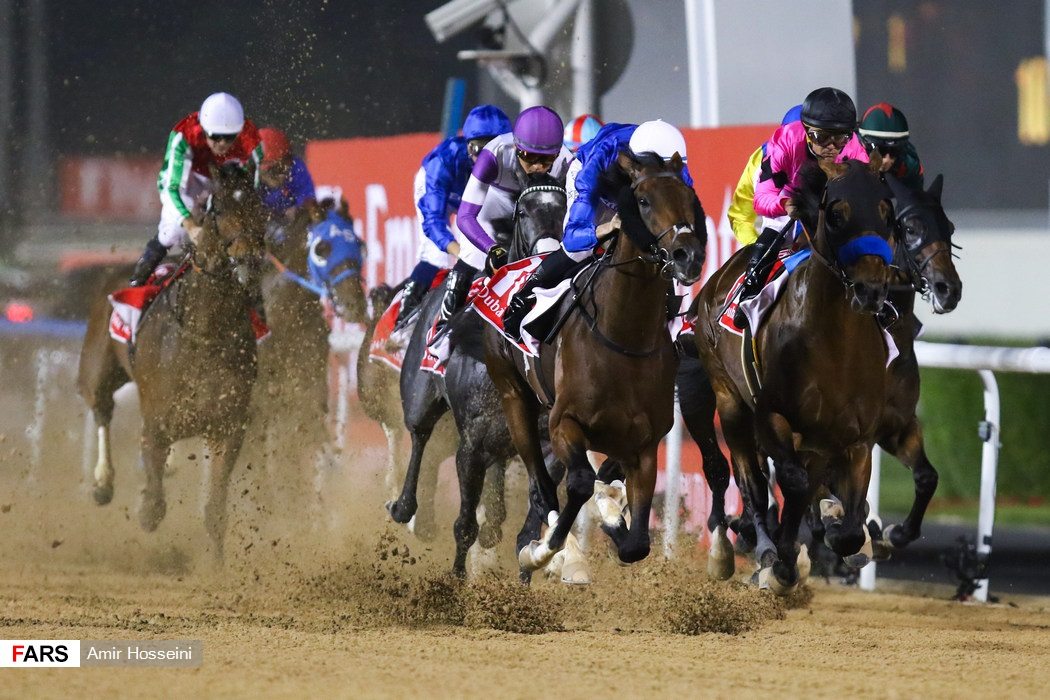

كأس رئيس الدولة للخيول العربية الأصيلة، هو سلسلة سباقات خيل دولية، تعد الأكبر حجمًا وقيمة للجوائز، تتميز بتنوع انتشارها في مختلف المضامير وميادين الخيل العالمية، تأسست في عام 1994، بهدف إبراز أهمية الخيل العربية الأصيلة وإعلاء شأنها والاحتفاء بموروث دولة الإمارات العربية المتحدة على نطاق عالمي، حتى غدت أهم السباقات الكلاسيكية في العالم.
وتحظى سلسلة سباقات كأس رئيس الدولة للخيول العربية برعاية الشيخ محمد بن زايد آل نهيان وباهتمام ومتابعة الشيخ منصور بن زايد آل نهيان نائب رئيس مجلس الوزراء وزير ديوان الرئاسة، امتدادًا لرؤية ونهج الشيخ زايد بن سلطان آل نهيان، لإعلاء الخيل العربي الأصيل في كافة المضامير العالمية، كما تشرف على تنظيم سلسلة السباقات في 15 دولة حول العالم اللجنة العليا المنظمة برئاسة مطر سهيل اليبهوني الظاهري، وفيصل الرحماني مشرف عام السباقات.

## النشأة
كان الشيخ زايد بن سلطان آل نهيان قد وضع أساسًا متينًا لدعم واهتمام دولة الإمارات بالخيول العربية في الدولة والمنطقة وكل قارات العالم، وتوفير أفضل بيئة محفزة للمربين والملاك في كل دول العالم للحفاظ على سلالات الخيل العربي والاهتمام بنشرها في مناطق جديدة، وتوفير أهم السباقات والخدمات والجوائز لها، نظرًا لارتباط الخيل العربي بتقاليد وإرث وثقافة الإمارات والخليج والعرب بشكل عام.
كما عمل الشيخ زايد بن سلطان على تأسيس سباقات الخيل العربي عام 1994، وقام بدعمها في مختلف بلدان العالم، حيث تتواجد سباقات كأس صاحب السمو رئيس الدولة للخيول العربية حاليا في أمريكا الشمالية والجنوبية وفي أوروبا كاملة وفي روسيا، وفي مختلف البلدان العربية بواقع 28 جولة.

## تفاصيل السباق
سلسلة سباقات كأس رئيس الدولة للخيول العربية الأصيلة، هي الحدث الذي يجذب نخبة ملاك الخيل ويلتقي في تحدي ألقابها أفضل الخيول بإشراف المدربين والفرسان، حيث تحتضنها المضامير التاريخية في العالم لمختلف المحطات في البلدان العربية والأوروبية، وقد أقيمت حتى الآن 28 نسخة من سلسلة سباقات الكأس.

## لمحات هامة عن الكأس
1994: الجواد القاهر (أكبر) للمغفور له الشيخ راشد بن أحمد المعلا هو أول فائز بسباق كأس صاحب السمو رئيس الدولة.
2019: حققت الكأس بعد ختام 12 محطة، حضور جماهيري كبير بلغ 250 ألف متفرج من أرضية المضاميرالعالمية.
2020: بلغ مجموع الخيول المشاركة في سلسلة السباقات على مدار 12 محطة 205 خيلًا، رغم تحديات جائحة كورونا.

## حصاد النسخة الـ 28 لعام 2021
أقيمت سلسلة سباقات كأس رئيس الدولة للخيول العربية الأصيلة في نسختها الـ 28، في 14 محطة على مختلف المضامير العالمية:
| المحطة      | الدولة                     | المضمار                                  | التاريخ        | البطل                | المالك | المسافة  | الحدث                                                                                             |
| الأولى      | الولايات المتحدة الأمريكية | مضمار بيميلكو                            | 15 مايو 2021   | باديس دي             | جين تتش | 1700 متر | مهرجان بريكنس ستيكس (التاج الثلاثي الأمريكي)                                                      |
| الثانية     | فرنسا                      | مضمار لونغ شامب                          | 16 مايو 2021   | هتال                 | ياس لإدارة سباقات الخيل العائدة لسمو الشيخ منصور بن زايد آل نهيان نائب رئيس مجلس الوزراء وزير شؤون الرئاسة | 2000 متر | سباقات «الإمارات جينز الفرنسي للمهور 2000 والمهرات 1000» للخيول المهجنة                           |
| الثالثة     | إيطاليا                    | مضمار سان سيرو                           | 27 يونيو 2021  | حيان                 | ياس لإدارة سباقات الخيل العائدة لسمو الشيخ منصور بن زايد آل نهيان نائب رئيس مجلس الوزراء وزير شؤون الرئاسة | 2000 متر | الجائزة الكبرى لسباقات الخيل الإيطالية «جراند بري» التي تعد أشهر سباقات الخيل في إيطاليا          |
| الرابعة     | السويد                     | مضمار جاجيرو سرو                         | 18 يوليو 2021  | رسمي الخالدية        | اسطبلات الخالدية، مزرعة بوليسكا البولندية                                                                  | 1730 متر | مهرجان الديربي السويدي                                                                            |
| الخامسة     | بلجيكا                     | مضمار ولينغتون                           | 2 أغسطس 2021   | آريون                | هيف القحطاني                                                                                               | 2000 متر | مهرجان الديربي البلجيكي                                                                           |
| السادسة     | روسيا                      | مضمار سنترال موسكو هيبودروم              | 15 أغسطس 2021  | ساحر                 | ادوارد مودروفيتش                                                                                           | 2000 متر | مهرجان الديربي الروسي                                                                             |
| السابعة     | ألمانيا                    | مضمار ايفزهايم                           | 5 سبتمبر 2021  | لمت شمل              | وليد بن زايد                                                                                               | 1600 متر | مهرجان بادن بادن                                                                                  |
| الثامنة     | المملكة المتحدة            | مضمار دونكستر                            | 11 سبتمبر 2021 | عابس                 | الشيخ عبد الله بن خليفة آل ثاني                                                                            | 2000 متر | ختام الديربي العربي الإنجليزي ضمن مهرجان سانت ليجر                                                |
| التاسعة     | هولندا                     | مضمار دوندخت                             | 26 سبتمبر 2021 | جارف                 | هيف بن محمد القحطاني                                                                                       | 2150 متر | الديربي العربي الهولندي                                                                           |
| العاشرة     | بولندا                     | مضمار سلوزيك                             | 24 أكتوبر 2021 | ويلكي داكريس         | كي زاكولسكي                                                                                                | 2400 متر | سباقات بولندا                                                                                     |
| الحادية عشر | المغرب                     | مضمارأنفا الرملي                         | 21 نوفمبر 2021 | أوليمبي              | بندراوي عبد الله                                                                                           | 2100 متر | الملتقى الدولي السنوي لسباقات الخيول على كأس صاحب الجلالة الملك محمد السادس عاهل المملكة المغربية |
| الثانية عشر | تونس                       | مضمار قصر السعيد                         | 28 نوفمبر 2021 | قيصر دي فلقاس        | منجي مرداسي                                                                                                | 2000 متر | مهرجان كأس رئيس الدولة للخيول العربية                                                             |
| الثالثة عشر | مصر                        | مضمارنادي الجزيرة الرياضي                | 25 ديسمبر 2021 | جوهر سعفان           | اسطبلات سعفان                                                                                              | 1600 متر | مهرجان كأس رئيس الدولة للخيول العربية                                                             |
| الرابعة عشر | السعودية                   | ميدان الأمير سلطان بن عبد العزيز آل سعود | 6 يناير 2022   | حمداني خالد الخالدية | اسطبلات الخالدية                                                                                           | 1800 متر | مهرجان كأس رئيس الدولة للخيول العربية                                                             |

## حصاد النسخة الـ 29 لعام 2022
أقيمت سلسلة سباقات كأس رئيس الدولة للخيول العربية الأصيلة في نسختها الـ 29 في مختلف المضامير العالمية والعربية، كما شهدت حضور جماهيري ودبلوماسي مميز خلال العام 2022:
| المحطة      | الدولة                     | المضمار                     | التاريخ        | البطل         | المالك | المسافة  | الحدث |
| ----------- | -------------------------- | --------------------------- | -------------- | ------------- | --- | -------- | --- |
| الأولى      | فرنسا                      | مضمار لونغ شامب             | 15 مايو 2022   | هتال          | ياس لإدارة سباقات الخيل العائدة لسمو الشيخ منصور بن زايد آل نهيان نائب رئيس مجلس الوزراء وزير شؤون الرئاسة | 2000 متر | سباقات جينيز الإماراتي الفرنسي                                                                            |
| الثانية     | الولايات المتحدة الأمريكية | مضمار بيملكو                | 21 مايو 2022   | هياب الزمان   | ميير، سوزان سي، جيمس إي                                                                                    | 1700 متر | مهرجان بريكنس ستيكس (التاج الثلاثي الأمريكي)                                                              |
| الثالثة     | تونس                       | مضمار قصر السعيد            | 26 يونيو 2022  | خدام          | اسطبلات أحمد السعيد                                                                                        | 2000 متر | مهرجان كأس رئيس الدولة للخيول العربية                                                                     |
| الرابعة     | إيطاليا                    | مضمار سان سيرو              | 30 يونيو 2022  | جارف          | هايف بن محمد القحطاني                                                                                      | 2000 متر | الجائزة الكبرى لسباقات الخيل الإيطالية "جراند بري"                                                        |
| الخامسة     | بولندا                     | مضمار سلوزيك                | 3 يوليو 2022   | زينهاف        | رافال بلاتك                                                                                                | 2400 متر | سباقات بولندا                                                                                             |
| السادسة     | السويد                     | مضمار جاجيرو سرو            | 17 يوليو 2022  | رسمي الخالدية | اسطبلات الخالدية                                                                                           | 1730 متر | مهرجان الديربي السويدي                                                                                    |
| السابعة     | بلجيكا                     | مضمار وليغنتون              | 1 أغسطس 2022   | جارف          | هايف بن محمد القحطاني                                                                                      | 1800 متر | مهرجان الديربي البلجيكي                                                                                   |
| الثامنة     | روسيا                      | مضمار سنترال موسكو هيبودروم | 14 أغسطس 2022  | ليجيونير      | بوختوياروف فالنتين                                                                                         | 2000 متر | مهرجان الديربي الروسي                                                                                     |
| التاسعة     | ألمانيا                    | مضمار إيفزهايم              | 4 سبتمبر 2022  | كوينشالا      | الشيخ عبدالله بن خليفة آل ثاني                                                                             | 1600 متر | مهرجان بادن بادن                                                                                          |
| العاشرة     | هولندا                     | مضمار دوندخت                | 25 سبتمبر2022  | جارف          | هايف بن محمد القحطاني                                                                                      | 2150 متر | الديربي العربي الهولندي                                                                                   |
| الحادية عشر | مصر                        | مضمار نادي الجزيرة الرياضي  | 15 أكتوبر2022  | جوهر سعفان    | إسطبلات سعفان                                                                                              | 1600 متر | مهرجان كأس رئيس الدولة للخيول العربية                                                                     |
| الثانية عشر | المغرب                     | مضمار أنفا الرملي           | 20 نوفمبر 2022 | فلير دو سوليل | ياس لإدارة سباقات الخيل العائدة لسمو الشيخ منصور بن زايد آل نهيان نائب رئيس مجلس الوزراء وزير شؤون الرئاسة | 1750 متر | الملتقى الدولي السنوي لسباقات الخيول على كأس صاحب الجلالة الملك محمد السادس عاهل المملكة المغربية الشقيقة |